# 茨城県立農業大学校
茨城県立農業大学校（いばらきけんりつのうぎょうだいがっこう）は、茨城県東茨城郡茨城町にある、茨城県立の農業大学校である。

## 所在地
- 長岡キャンパス

茨城県東茨城郡茨城町長岡4070−186
- 岩井キャンパス

茨城県坂東市岩井5205−3

## 設置課程
養成課程
- 農学科
  - 普通作コース
  - 露地野菜コース
  - 果樹コース

- 畜産科

- 園芸学科
  - 施設野菜コース
  - 花きコース

研究過程
- 研究科

## 特色
- キャンパスが2つあり長岡キャンパスと岩井キャンパスがある。
- 2006年度より専修学校に位置づけされたため、卒業生には専門士の称号が与えられるほか、農業系大学への編入学も可能となった。

## 施設概要
- 長岡キャンパス

敷地総面積239,258平方メートル
建物
本館など（3棟）、体育館、寮棟（3棟）、食堂
施設・圃場等
水田、普通畑、果樹園、飼料畑、採草放牧地、牛舎、作業場、収納場、温室、ハウス、グラウンド、テニスコート
農業機械施設
農業機械整備研修棟、機械研修棟、トラクター運転コース
- 岩井キャンパス

敷地総面積76,840平方メートル
建物
本館など（2棟)、体育館、寮棟（2棟）、食堂
施設・圃場等
温室、ハウス、露地野菜圃場、茶園、管理実習棟、出荷調整室、冷蔵室、馴化温室、農機具舎、集荷場、茶工場、堆肥舎、プラグシステム実習室、用土造成施設、グラウンド、テニスコート